# Кемпен

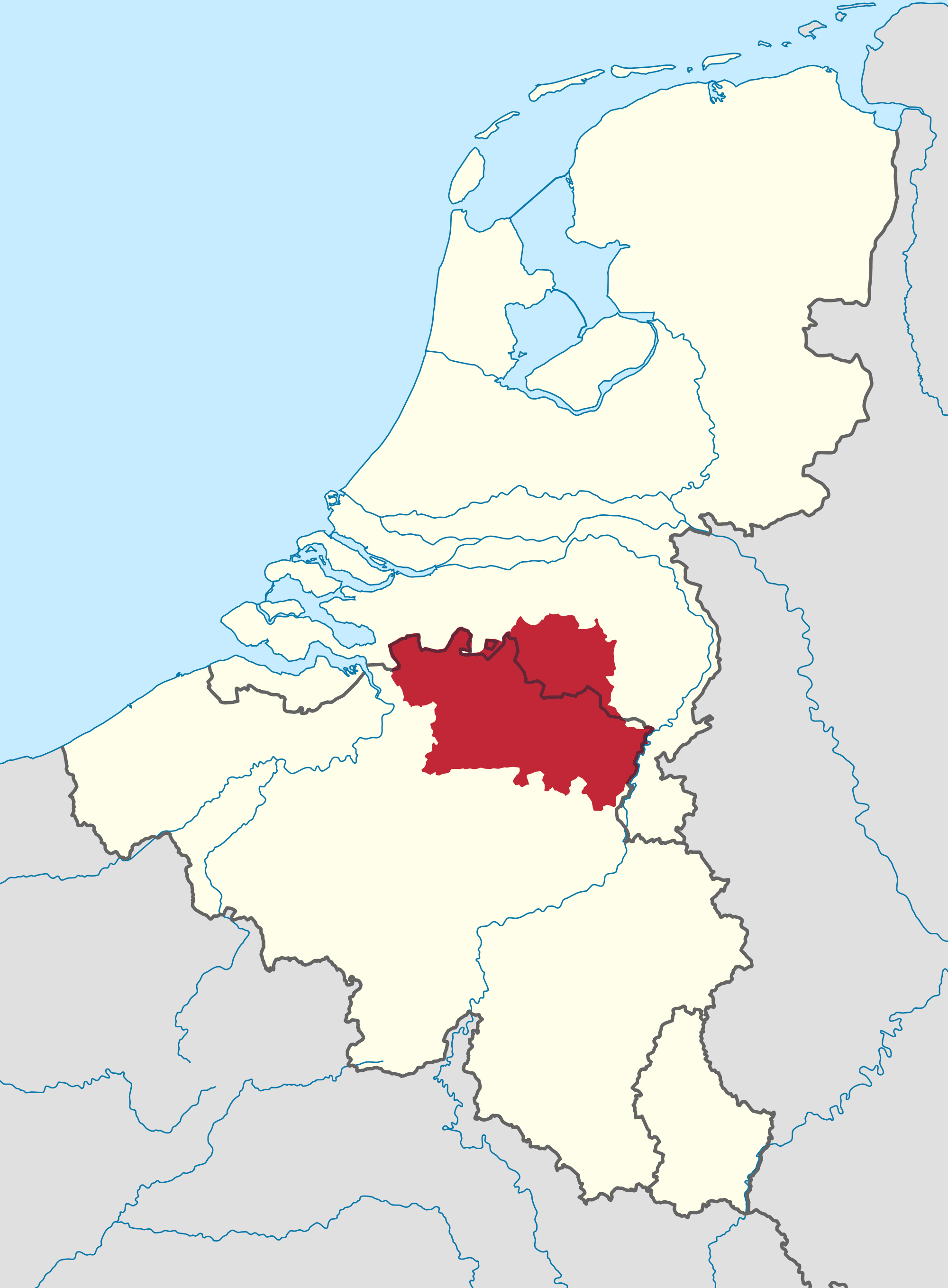
Карти де Кемпена (Бельгія та Нідерланди)

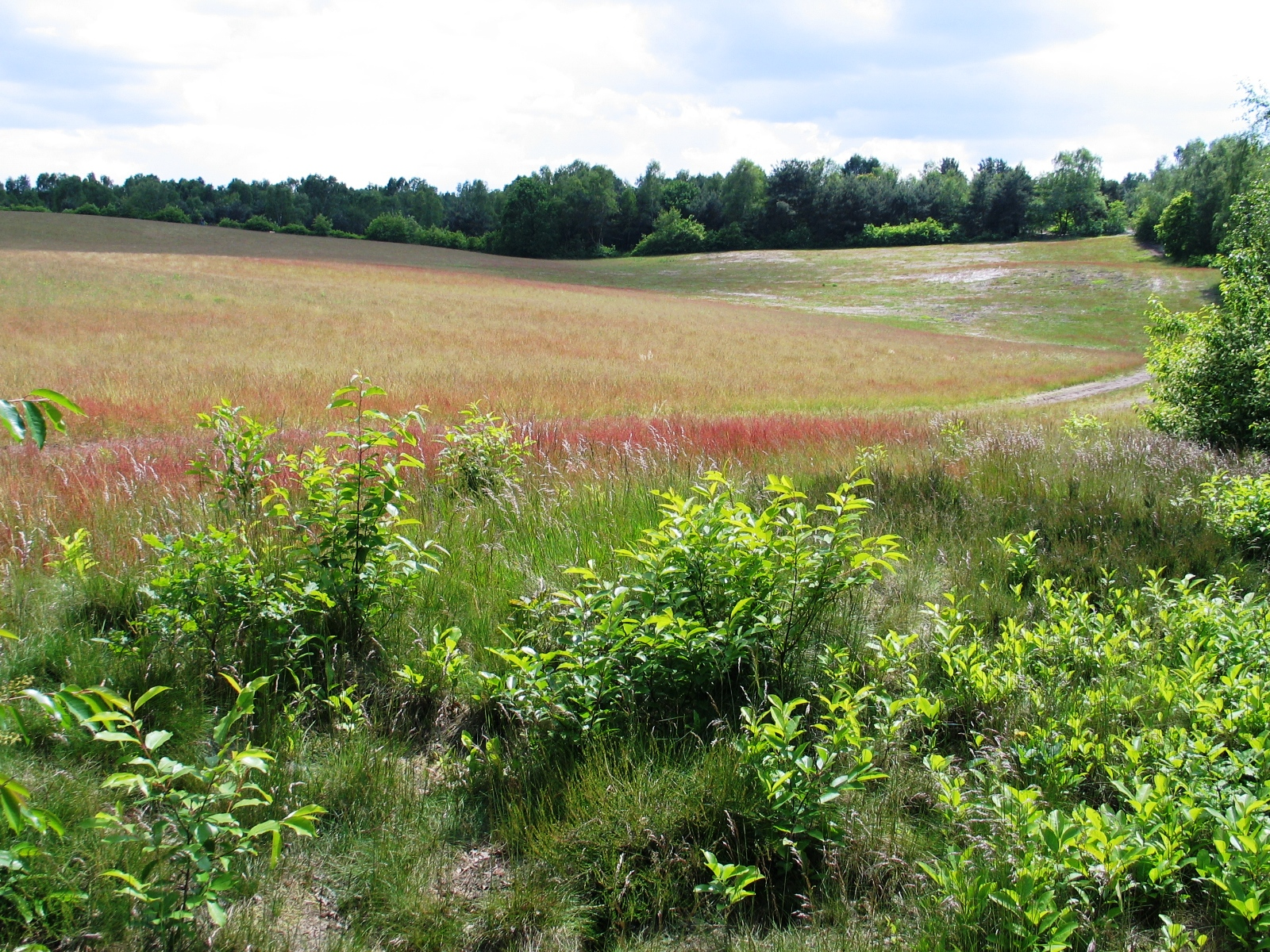
Природний заповідник «de Teut» в муніципалітеті Зонховен, на південній околиці Кемпену.

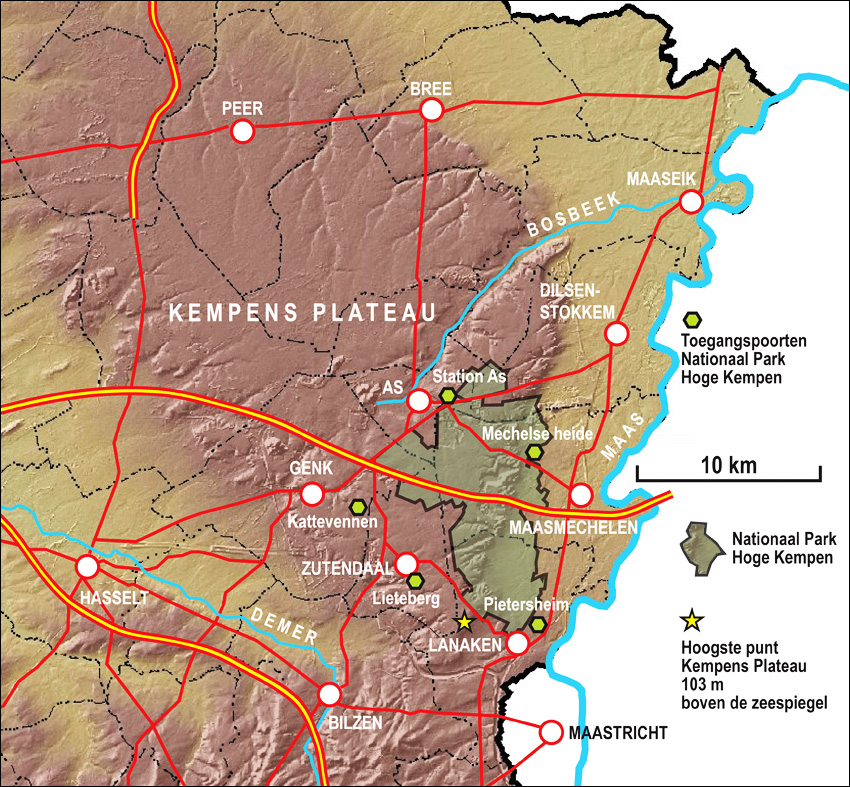
Карта, на якій показано розташування національного парку Хоге Кемпен на південно-східній частині Кемпену.

Де Кемпен (нід. De Kempen, [ˈkɛmpə(n)] ( прослухати)) або Кампін (фр. Campine, [kɑ̃pin] ( прослухати)) — природний територіальний комплекс, розташований переважно на північному сході Бельгії та частково на південно-східній частині Нідерландів, який колись складався здебільшого з великих боліт, ділянок піщаної пустелі та заболочених угідь. Він охоплює велику північну та східну частини провінції Антверпен і прилеглі частини провінції Лімбурга в Бельгії, а також частини голландської провінції Північний Брабант (територія на південний захід від Ейндговена) і голландський Лімбург навколо Верта.
Нині Кампін стає популярним туристичним напрямком. Старі ферми були перетворені на готелі типу «ліжко та сніданок», бізнес-ресторани й кафе. За останні кілька років тут виникла розгалужена мережа велосипедних турів.
Частина Кампін охороняється як національний парк Хоге Кемпен (Національний парк Хоге Кемпен). Він розташований на сході бельгійської провінції Лімбург, між містом Генк і долиною річки Маас. Парк був відкритий у березні 2006 року Займаючи майже 60 квадратних кілометрів (23 миля2), він є частиною мережі Natura 2000. Територію в основному займає вересове пустище і сосновий ліс. У травні 2011 року його внесли до Попереднього списку ЮНЕСКО для розгляду як об'єкта всесвітньої спадщини.

## Етимологія
Середньовічна латинська назва Campania була вперше засвідчена в середині XI століття монахом Сен-Тронда на ім'я Степелін. Походить від кореня kamp- («поле»), приєднаного до суфікса -injo, що позначає необроблені або незаймані поля. 
Мешканців регіону Кемпен називають кемпенаарами.

## Культура
Регіон, описаний як пустельна рівнинна земля, часто згадується в книгах видатного фламандського письменника Хендріка Конс'єнса (1812—1883), який провів тут більшу частину свого дитинства. Іншим автором, який написав багато романів про Кампін, був Жорж Екхауд (1854—1927). У 1837 році Віктор Гюго здійснив подорож Бельгією, відвідав Кампін і міста Лір і Тюрнхаут і написав про свою подорож. Під час міжвоєнного періоду Фелікс Тіммерманс, Ернест Клаес, Стейн Стревельс, Йозеф Сімонс і поет Йозеф Де Фогт писали про бельгійський Кемпен. Художники Якоб Смітс (1855—1928) і Франс Ван Гіл (1892—1975) написали багато пейзажів Кемпену.
Регіон багатий на народні казки, такі як історії про Бакрайдерів (голландською: Bokkenrijders) і про короля гномів Кіріє (голландською: Kabouterkoning Kyrië).
Музей Kempenland в Ейндховені має значну та історично важливу колекцію мистецтв художників, креслярів, скульпторів, ковалів та інших майстрів цього регіону. Значну частину архітектурної, аграрної та історико-культурної спадщини Кемпену можна побачити в музеї просто неба Бокрейк. Старовинний спосіб життя та діалекти Кемпену були темою наукових досліджень. У римську епоху регіон називався Токсандрія або Таксандрія.

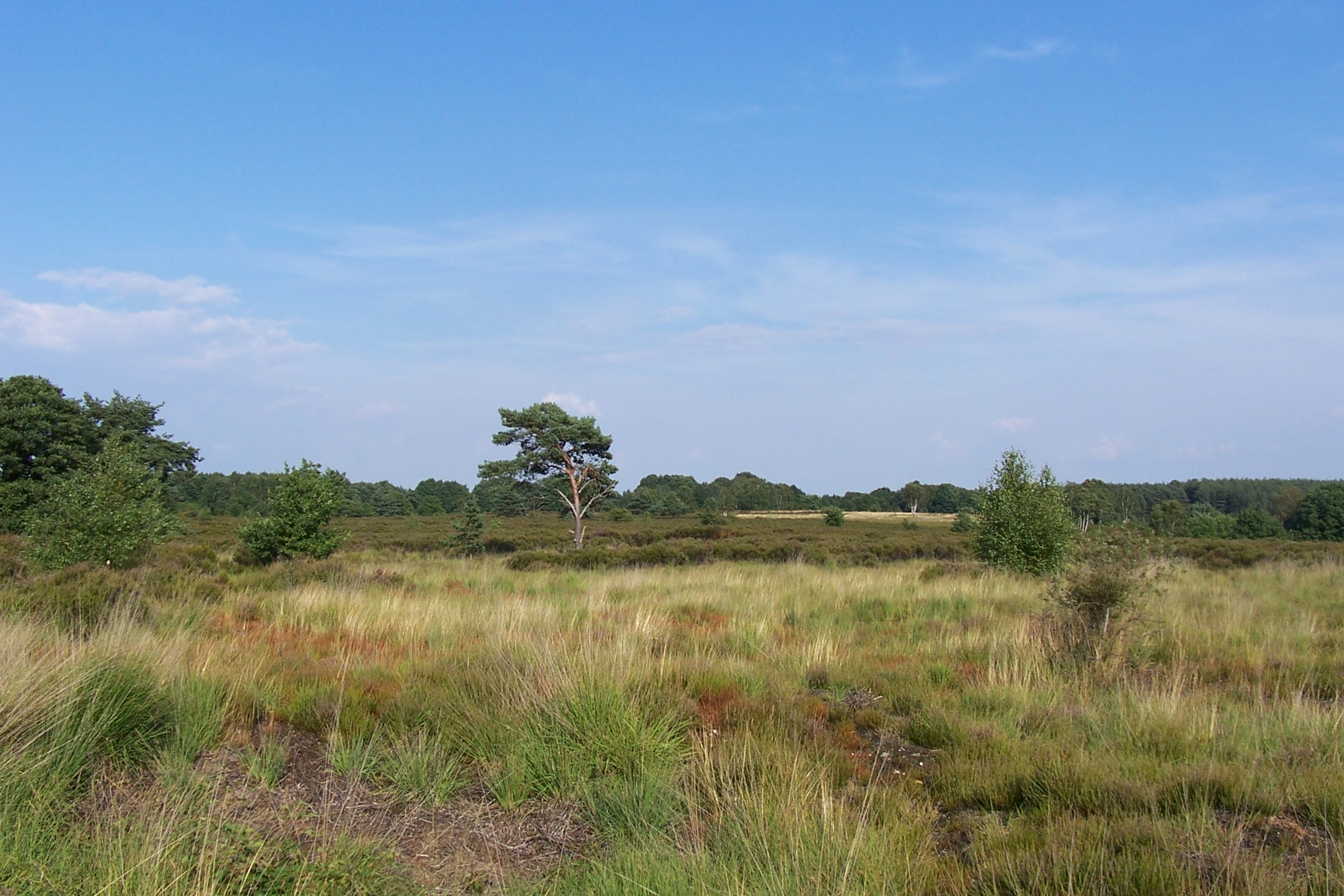
Мечелсе Хей (Маасмехеленське пустище)

## Цікаві факти
- У 1966 році співак гурту Kempenaar Louis Neefs випустив відносно відому пісню «M'n dorp in de Kempen» («Моє село в Кемпені»)[6]
- SS. La Campine (2 595 GRT), був побудований Palmers' SB. & Iron Co., Ltd., Ньюкасл для F. Speth & Co., Антверпен, і плавання для American Petroleum Company. Це був пароплав із допоміжними вітрилами, ранній нафтовий танкер, спущений на воду в 1892 році й потоплений підводним човном UC 50 у водах Північного моря (Доггерсбанк, 56.00°N, 04.57°E) 13 березня 1917 року, на шляху з Роттердам — Нью-Йорк.[7]